# Klassmodeller
Klassmodeller, klassdiagram i UML. Visar det centrala: strukturen i ett programvarusystem. Vad handlar systemet om, vilka viktiga verksamhetsbegrepp finns det, hur är de relaterade inbördes.
För kravställaren, beställaren, domänexperten: närmast en OMG-standardiserad begreppskarta eller mind map.
För programmeraren: ett sätt att efter kompletteringar automatiskt generera ut sina klassdefinitioner i objektorienterad programmering och sin ev. datamodell och databasdefinitioner, till exempel i SQL:s Data Definition Language.
Beståndsdelarna är rektanglar som symboliserar klasser. Klasserna kapslar in beteende, data och ev. regler. I ett klassdiagram kopplas klasserna ihop grafiskt med olika typer av relationer, vanligast är generalisering, association och aggregat. Detta ger en bild av strukturen; vill man dessutom visa hur strukturdelarna samverkar/körs i olika scenarion (utan att behöva lusläsa kodrader) så behövs ett sekvensdiagram i UML.